# Otho Orlando Kurz

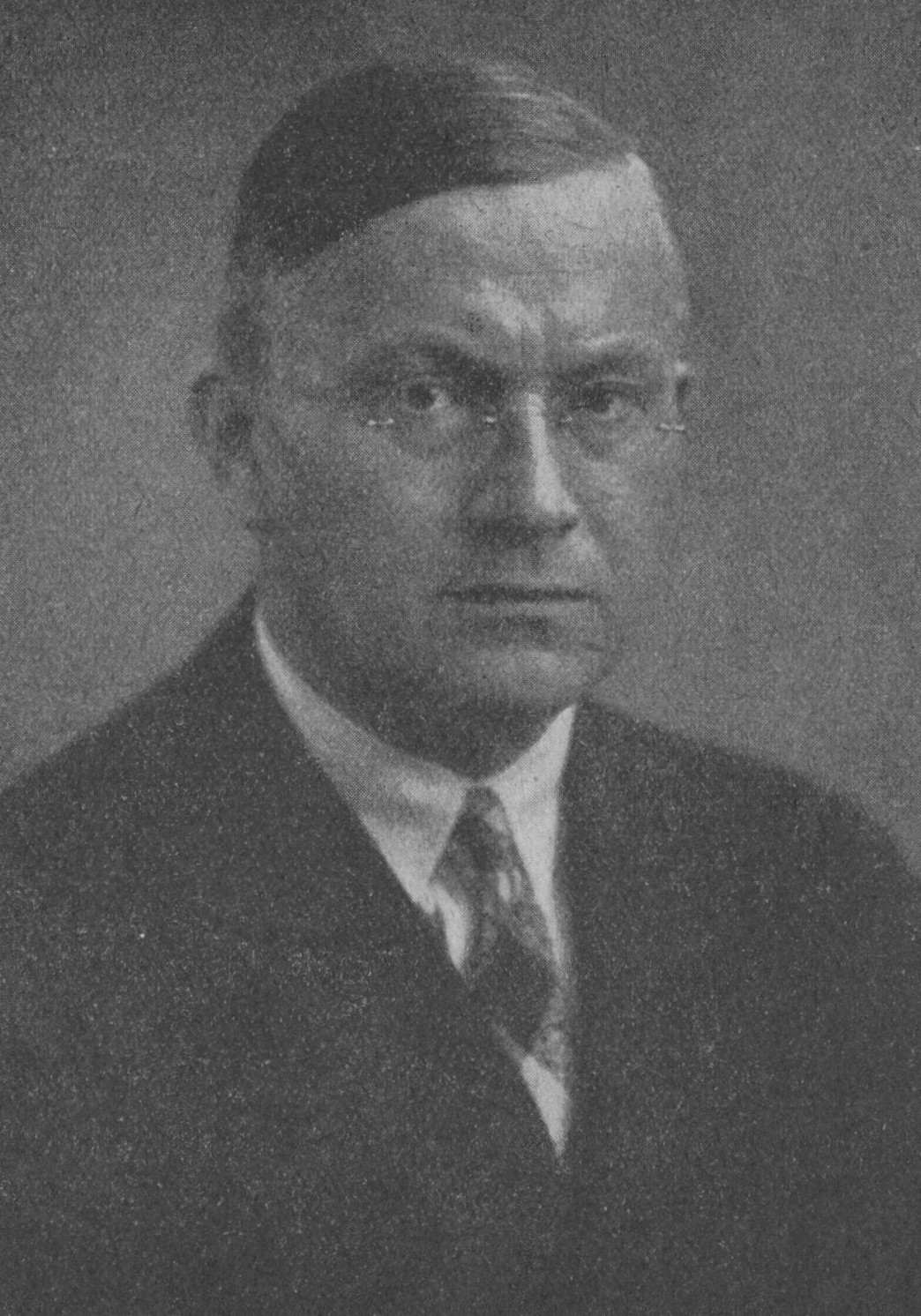
Otho Orlando Kurz, um 1928

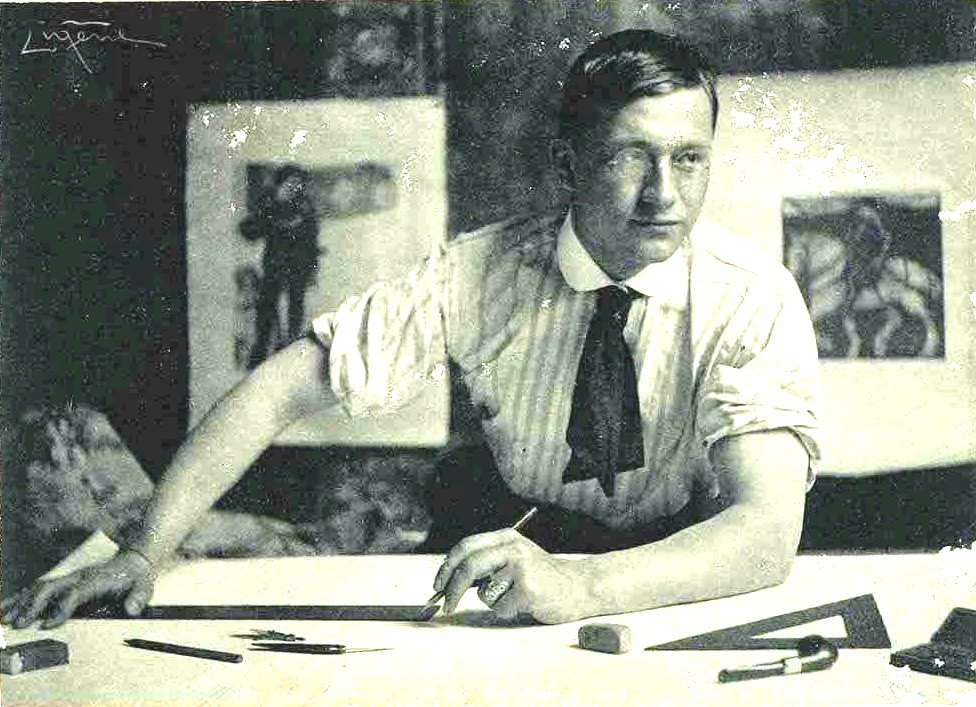
Otho Orlando Kurz

Otho Orlando Kurz (* 1. Juni 1881 in Florenz, Italien; † 11. Mai 1933 in München; oft auch O. O. Kurz) war ein deutscher Architekt. 

## Leben
Otho Orlando Kurz wurde in Florenz als Sohn des Bildhauers Erwin Kurz, eines Mitarbeiters von Adolf von Hildebrand, geboren. 1893 wurde Adolf von Hildebrand als Professor an die Münchner Kunstakademie berufen und die Familie von Erwin Kurz übersiedelte nach München. Otho Orlando besuchte in München das Gymnasium. Nach dem Abitur studierte er zunächst Elektrotechnik, wechselte dann aber ins Fach Architektur. Nach dem Studienabschluss mit der Diplom-Hauptprüfung arbeitete Kurz unter anderem bei Friedrich von Thiersch, Hans Grässel und Heinrich von Schmidt als Praktikant.
1908 wurde er mit der Errichtung der katholischen Pfarrkirche Milbertshofen beauftragt und gründete zusammen mit Eduard Herbert ein Architekturbüro, das zahlreiche prestigeträchtige Bauaufträge in München erlangen konnte. 1911 wurde Kurz zum Professor an der Technischen Hochschule München ernannt und unterrichtete dort Zeichnen.
Während des Ersten Weltkriegs wurde Kurz zunächst im Denkmalschutz eingesetzt und schied 1917 aus dem Kriegsdienst aus, um für die Bayerischen Motorenwerke einen Industriebau in München zu errichten. Bis 1928 arbeitete er immer wieder als Hausarchitekt für die BMW. In den 1920er Jahren wurde er außerdem auch für einige Wohnungsbauprojekte bekannt, die er in einem der Neuen Sachlichkeit nahestehenden Stil errichtete. Für den Viktualienmarkt in München entwarf Otho Orlando Kurz nach Kriegsende drei Hochhäuser, ein zylinderförmiges, ein rechteckiges und ein sehr ausladendes, welches ein Hotel werden sollte.
Zusammen mit Hermann Sörgel plante Kurz mehrere Hochhauskuben mit 15 Stockwerken und zehn Aufzügen als Kreis von Türmen rund um die Altstadt. Diese sollten 50 Meter hoch und aus Eisenbeton sein. Keines der Projekte wurde realisiert.
Neben seiner Bautätigkeit entwarf Kurz auch Möbel und Grabmonumente (u. a. das Grabmal von Paul Heyse auf dem Münchener Waldfriedhof).
Otho Orlando Kurz verstarb am 11. Mai 1933 an einer Blutvergiftung, die er sich beim Rasieren zugezogen hatte.

## Bauten

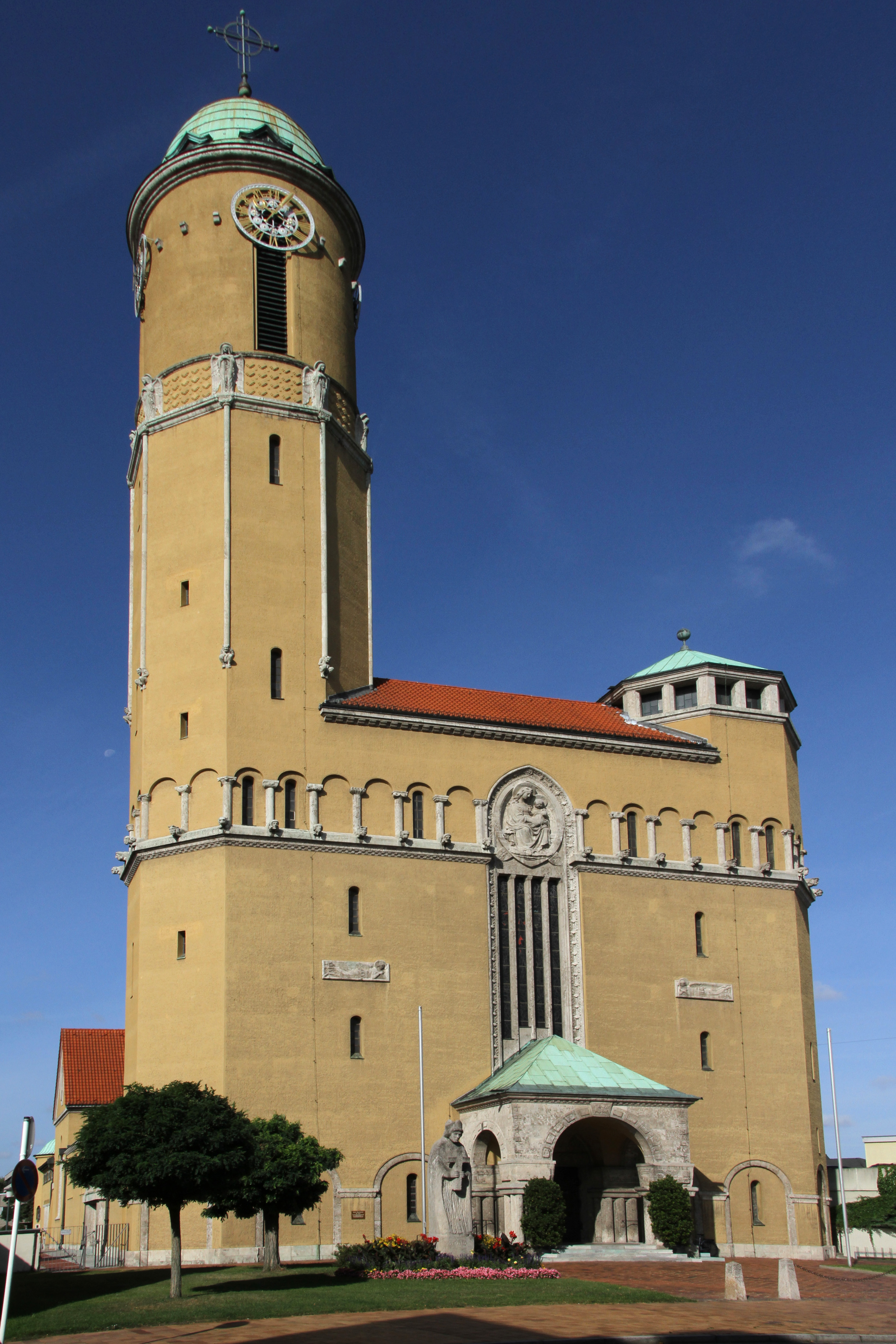
Pfarrkirche St. Otto in Bamberg

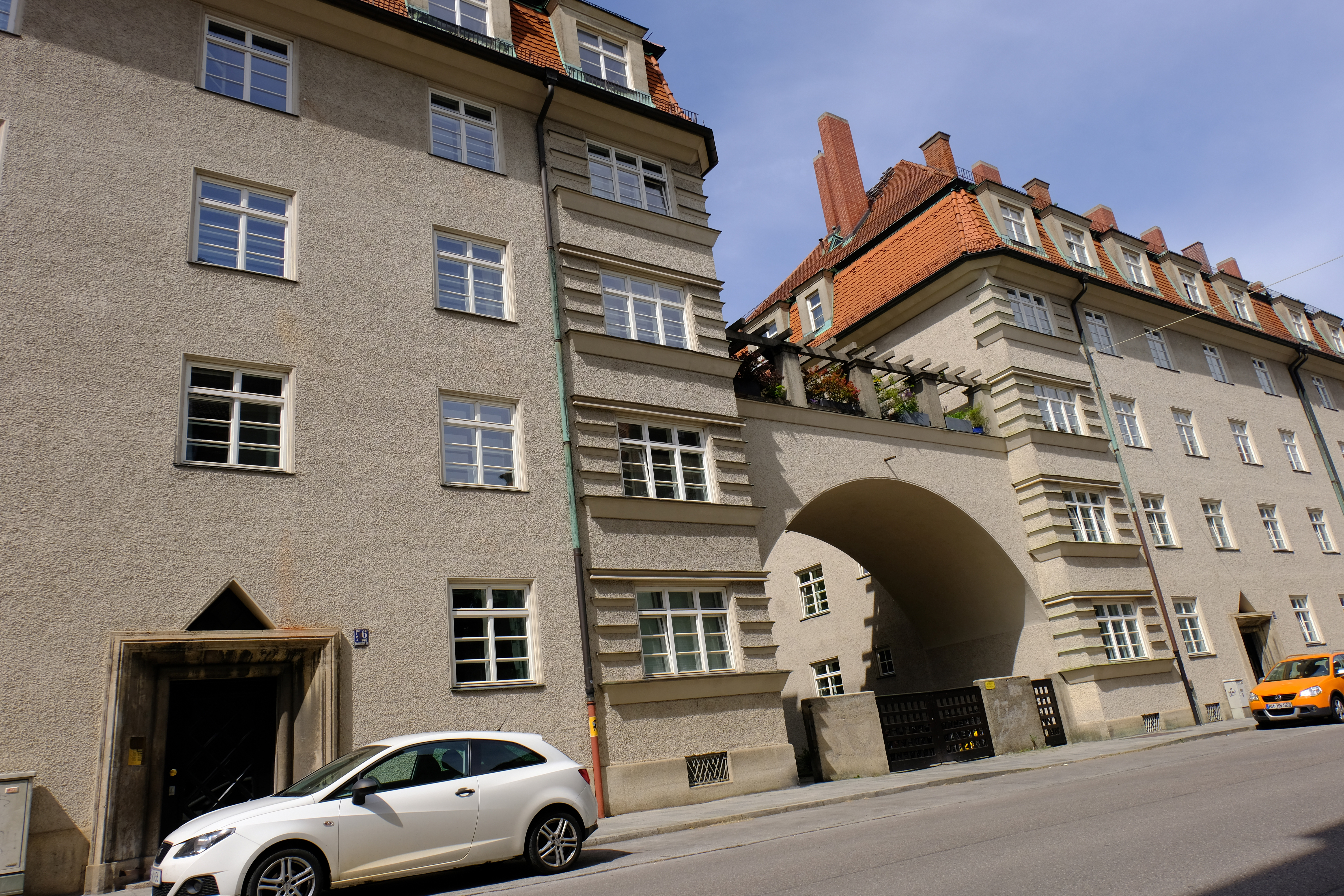
Gebäude an der Lindenschmitstraße 56

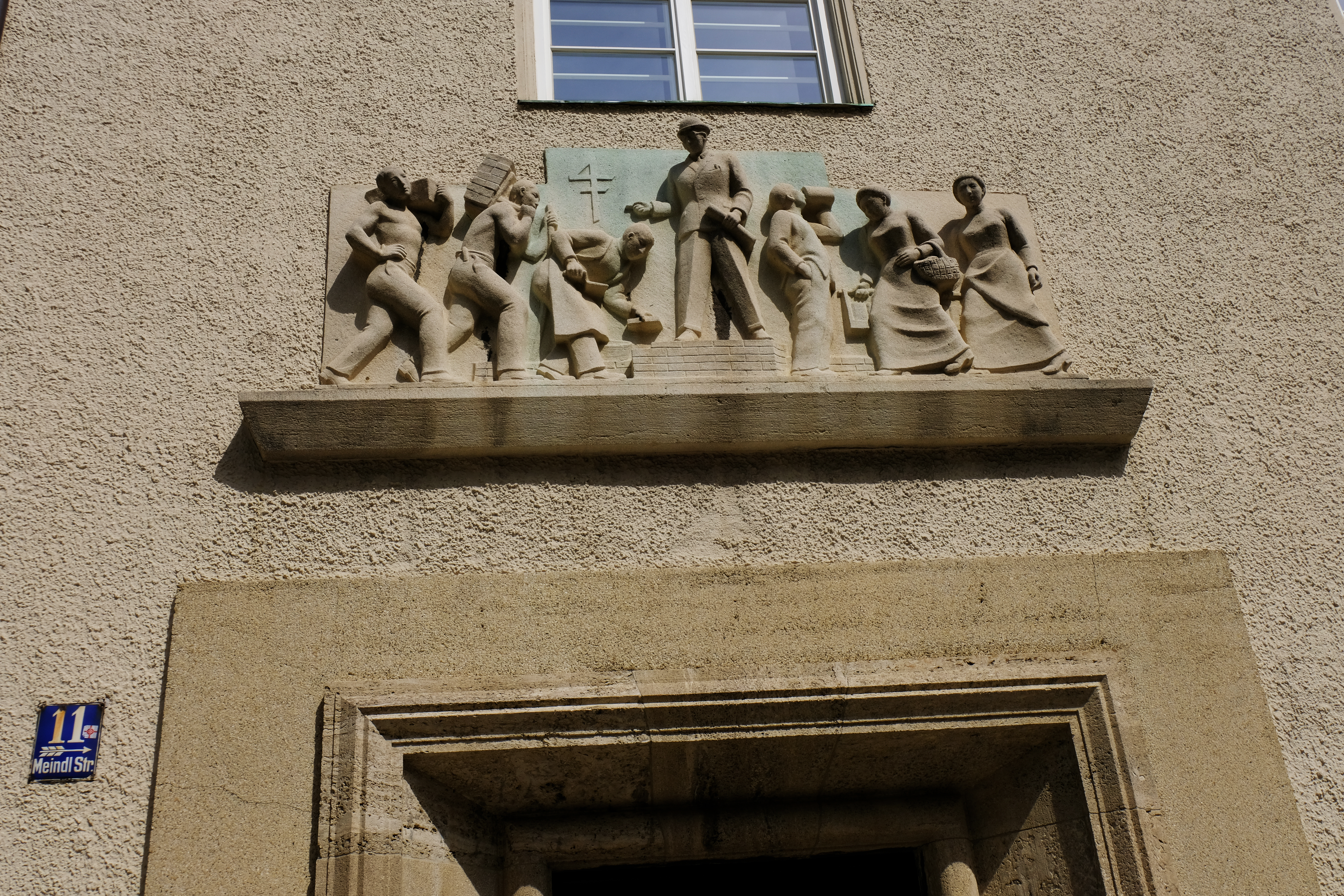
Gebäude an der Meindlstraße 11

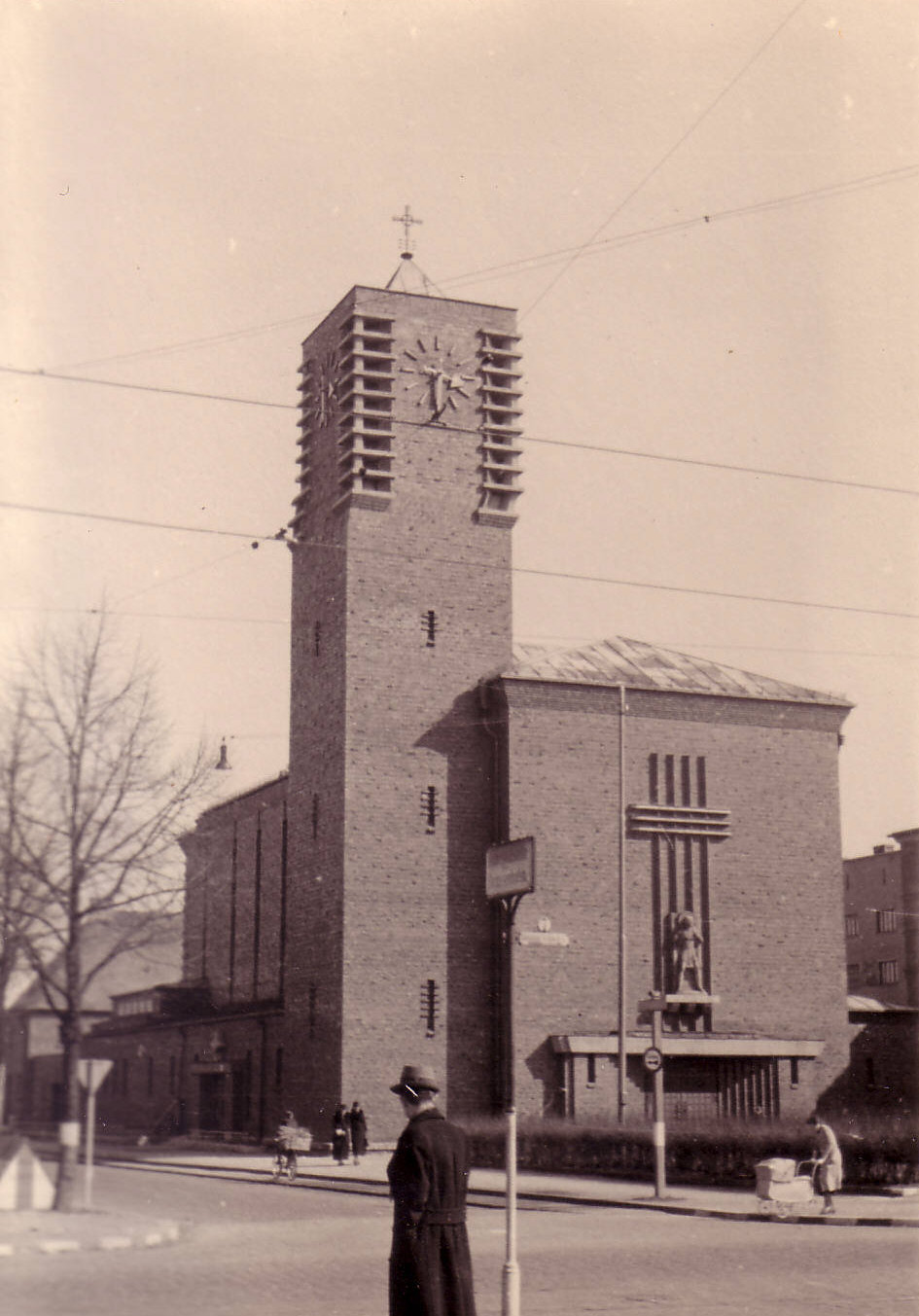
Kirche St. Sebastian in München (Foto um 1929)

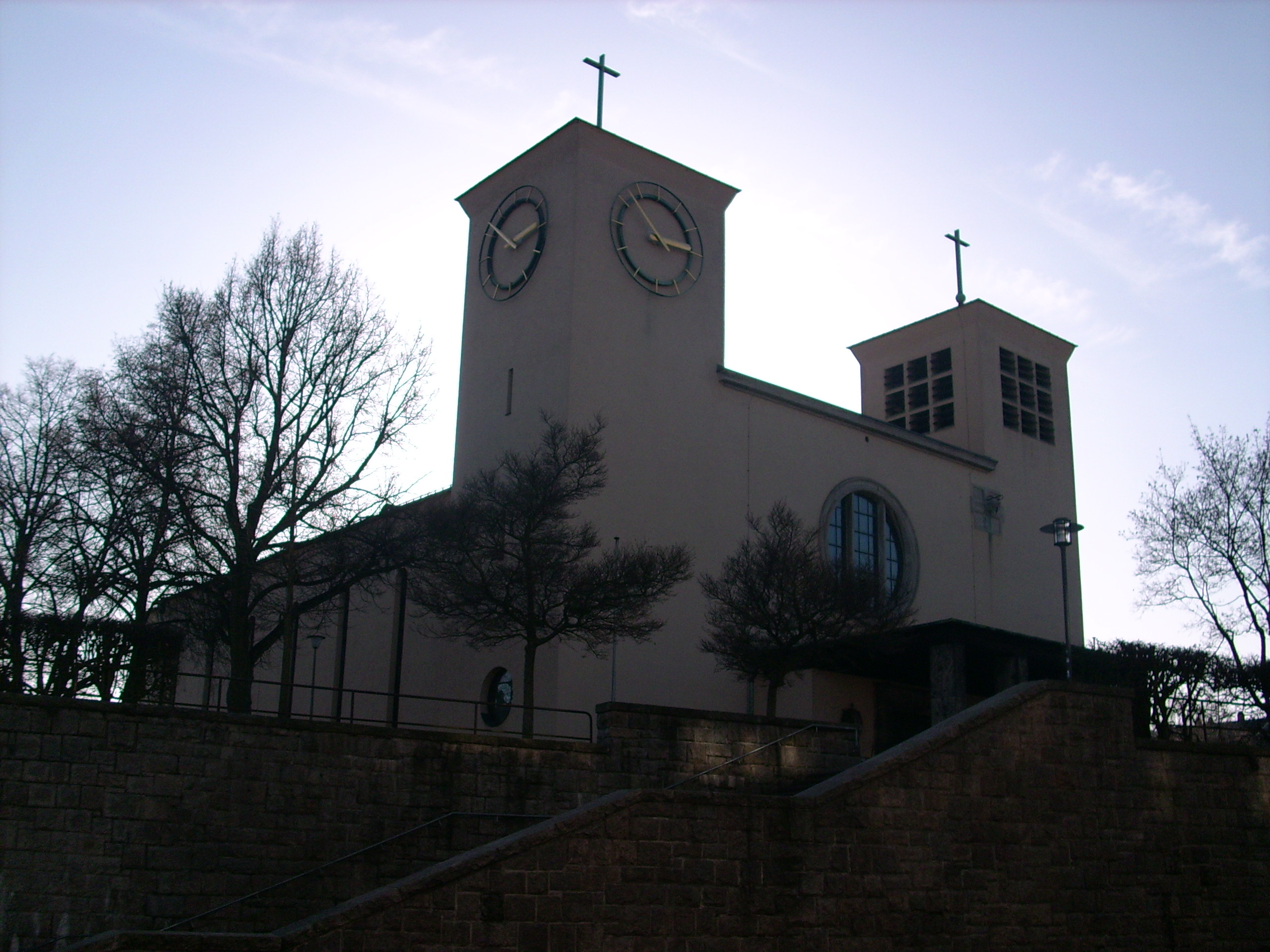
Herz-Jesu-Kirche in Weiden

- 1908: Wettbewerbsentwurf für einen Brunnen auf dem Josephsplatz in München (gemeinsam mit seinem Vater Erwin Kurz; prämiert mit einem von fünf gleichrangigen Preisen; nicht ausgeführt)[1]
- 1908–1909: Wohnhaus für Karl Eugen Müller (genannt „Wasserschlössl“) in Fürstenfeldbruck, Emmeringer Straße 43
- 1910: Wettbewerbsentwurf für ein Bismarck-Nationaldenkmal auf der Elisenhöhe bei Bingerbrück (gemeinsam mit dem Bildhauer Bernhard Bleeker; nicht prämiert)[2]
- 1910: Villa Wolfratshauser Straße 50 in München
- 1910–1912: Wohnhäuser Agnesstraße 37–39, 48 und Tengstraße 22, 24, 26, 33, 35, 37, 43 in München
- 1911–1912: Mietshäuser Agnesstraße 10 bis 16 und Tengstraße 20 bis 26 in München
- 1912: Pfarrkirche St. Georg in München-Milbertshofen (mit Eduard Herbert; unter Denkmalschutz)
- 1912: Haus Vollnhals in München
- 1912–1914: Pfarrkirche St. Otto in Bamberg (unter Denkmalschutz)
- 1917–1918: Werksanlagen, Haupttor (Bau E und F) sowie Verwaltungsbau (Bau B) der heutigen Knorr-Werke, (siehe auch: BMW Group Classic)
- 1920–1925: Straßenbahnersiedlung in München
- 1924–1925: Kraftwerk Neufinsing am Mittlere-Isar-Kanal
- 1925: Kriegerdenkmal der Bayerischen Kraftfahrtruppe Theresienhöhe[3]
- 1925–1926: Pfarrkirche St. Gabriel in München
- 1926–1927: BMW-Montagehalle in München
- 1926–1927: Wohnblock Rheinstraße 27,29,31 und Wohnhaus Simmernstraße 1
- 1926–1928: Wohnblock Moll in München, Ganghoferstraße / Ridlerstraße[4]
- 1927: Vierflügelige Wohnanlage an der Lindenschmitstraße/Meindlstraße in München (zusammen mit Herbert Eduard)[5]
- 1928–1929: Pfarrkirche St. Sebastian in München
- 1929–1930: Wohnblock am Steubenplatz in München, sogenannter „Amerikanerblock“, als Abschluss der Siedlung Neuhausen
- 1930: Wohnanlage Schleißheimer Straße 214, 216, 218, Karl-Theodor-Straße 102, 104, 106 und Bechsteinstraße 1, 3, 5, 7 in München[6]
- 1930–1931: Wohnanlage Böttingerstraße 1, 3, 5, 7, 8, 9, 10, 11, 12, 13
- 1932–1935: Katholische Herz-Jesu-Kirche in Weiden in der Oberpfalz

## Schriften
- O.O. Kurz: Was wir wollen – Anregungen, Wünsche von Architekten, Hausfrauen, Technikern für den Wohnungsbau, Zur Ausstellung Heim und Technik. Callwey, München 1928.
- O.O. Kurz: Die kleine Wohnung in der Ausstellung Heim und Technik. Callwey, München 1928.
- O.O. Kurz: Was ein Bauherr wissen muss – Ratschläge für Bauende. F. Bruckmann, München 1930.